# Павле Блесић
Павле Блесић (Сомбор, 6. август 1924 — Сомбор, 8. април 2022) био је српски сликар.

## Биографија
Павле Блесић је рођен у Сомбору 1924. године, од оца Марка Блесића и мајке Марије Блесић, рођ. Зелић. У Сомбору је завршио основну и грађанску  школу. Године 1945. је дипломирао на Државној трговачкој академији, 1946. на Учитељској школи – Препарандији, 1955. године у Новом Саду је дипломирао на ликовном одсеку Више педагошке школе као најбољи студент. На Филозофском факултету у Београду је апсолвирао 1971. године историју уметности.
Био је запослен као учитељ и наставник у Станишићу, а затим и наставник ликовног у Сомбору. Крајем 1950-их започео је своју стваралачку делатност у вајарству и сликарству. Сем скулптура и слика, успешно се бавио и цртежом, акварелом и таписеријом. Од 1965. године члан је УЛУС-а.
Преминуо је у 98. години, 8. априла 2022. године у Сомбору.

## Изложбе
Павле Блесић је излагао на више од 50 самосталних и преко 500 колективних изложби у земљи и иностранству.

## Награде
Павле Блесић је за свој рад добио многе награде и признања у земљи и свету.
- (1972) - Сомбор, Откупна награда на 4. тријеналу савременог југословенског цртежа
- (1978) - Београд, Награда из фонда “Моша Пијаде” за унапређење ликовног стваралаштва УЛУС, УЛУВ, И УЛУК
- (1980) - Сомбор, Октобарска награда града Сомбора
- (1981) - Београд, Орден рада са сребрним венцем
- (1982) - Сомбор, Награда на 31. пролећној изложби ликовних уметника Војводине
- (1983) - Тузла, Откупна награда на 5. изложби југословенског портрета
- (1984) - Сомбор, Премија “Ликовне јесени” на 8. тријеналу савременог југословенског цртежа
- (1986) - Сомбор, Награда “Ликовне јесени” на Првој пролећној изложби
- (1987) - Сомбор, Откупна награда на 9. трјеналу савременог југословенског цртежа
- (1995) - Београд, Друга награда на 2. бијеналу акварела Југославије-БАЈ`95.
- (1997) - Торонто (Канада), Откупна награда на 12.међународној изложби минијатура
- (1998) - Нови Сад, Откупна награда на првом бијеналу пејсажа
- (2002) - Кладово, Награда публике на изложби колоније

## Заоставштина
О уметности Павла Блесића објављене су следеће монографије:
- Пут једног сликара: избор текстова о сликарству Павла Блесића - зборник; приредио Сава Степанов; фотографије Павле Јовановић; Нови Сад: Музеј Војводине, 2004.
- Павле Блесић: 1947-1997: записи времена = records of time / Павле Васић ... (ет ал.);(фотографија Недељко Скроза); Нови Сад: Матица српска, 1998.
- Павле Блесић / Павле Васић, Бела Дуранци, Зоран Маркуш, Сава Степанов, Милош Арсић; превод на енглески Данка Ђокић; фотографије Тамара и Недељко Скроза, Бурнађ Едуард, Чичовачки Срђан; Сомбор: Просвета, 1992.

Блесић је значајан број својих сликарских и вајарских радова завештао родном граду, односно Градском музеју у Сомбору, који поседује његов богат легат.
У Парку хероја испред Жупаније, у Сомбору, у свој легат „на отвореном”, у коме је било осам уметничкух дела, 2014. године додао је јиш четири скулптуре.